# Cristina Ortega
Cristina Ortega es una soprano mexicana, que inició su carrera como estudiante de ballet en la Escuela Nacional de Danza, sus estudios de actuación en la Academia Andrés Soler y sus estudios de música y canto en el Conservatorio Nacional de Música, por Ángel R. Esquivel.

## Biografía
En 1963 interpretó el papel principal en Lucía de Lammermoor en la Temporada de Opera de la Ciudad de Monterrey. En 1964 realiza su debut en el Palacio de las Bellas Artes interpretando a Violeta de la ópera La Traviata. En 1965 fue considerada por Opera Internacional para alternar con la gran soprano catalana Montserrat Caballé en la ópera Las Bodas de Fígaro y en 1967 debuta en los Estados Unidos en la ciudad de Toledo, Ohio cantando Manón de Massenet. 
Su talento, fue reconocido por productores tanto mexicanos como extranjeros y realizó series y programas de televisión durante casi tres décadas.
En 1972 inició la promoción del género de la Zarzuela y la Opereta encabezando su propia Compañía Lírica con la cual realizó innumerables temporadas en la Ciudad de México en casi todos sus teatros así como en los Teatros de Provincia y visitando diversos lugares.
Cristina Ortega, considerada entre las más destacadas sopranos mexicanas, se ha distinguido por ser una promotora incansable del Arte Lírico, su carrera artística se inició como estudiante de ballet en la Escuela Nacional de Danza, sus estudios de actuación en la Academia Andrés Soler de la ANDA y sus estudios de música y canto en el Conservatorio Nacional de Música, bajo la enseñanza vocal del Maestro Ángel R. Esquivel.
En 1963 recibió la oportunidad de interpretar Lucía de Lammermoor en la Temporada de Opera de la Ciudad de Monterrey, en 1964 realiza su debut en el Palacio de las Bellas Artes interpretando Violeta de la ópera La Traviata. En 1965 fue considerada por Opera Internacional para alternar con la gran soprano catalana Montserrat Caballé en la ópera Las Bodas de Fígaro y en 1967 debuta en los Estados Unidos de Norteamérica en la ciudad de Toledo, Ohio cantando Manón de Massenet.
Su brillante carrera la llevó a alternar con los más reconocidos cantantes y directores mexicanos y extranjeros, así mismo comointérprete de la canciónromántica mexicana y de con-
cierto que le permitió realizar varias series y programas de televisión durante tres décadas.
A la par de su carrera de cantante en 1972 inició la promoción del género de la Zarzuela y la Opereta encabezando su propia Compañía Lírica con la cual realizó innumerables temporadas en la Ciudad de México en casi todos sus teatros así como en los Teatros de Provincia, visitando regularmente ciudades como Guadalajara, San Luis Potosí, Mérida, Monterrey, Puebla, Aguascalientes, Querétaro, Guanajuato y en 1988, 1991 y 1993 participó con su Compañía en el Festival de la Zarzuela en El Paso, Texas.
Desde 1994 brinda su experiencia y esfuerzo a los objetivos de promoción cultural de la Hispanic Heritage Society en San Antonio como Directora Artística y Fundadora del grupo artístico "Voces de San Antonio."
Por su labor como Cantante de Opera y promotora del Arte Lírico ha recibido varios reconocimientos de Instituciones Culturales y de los Medios de Comunicación entre ellos El Club de la Opera de México, de la Sociedad de Autores y Compositores de Música, de la Asociación Nacional de Actores un diploma especial por mantener viva la tradición de la Zarzuela y la Opereta y la Medalla María Teresa Montoya por 25 Años de vida profesional, así como de la Asociación Nacional de Críticos de Teatro y de la Asociación Mexicana de Periodistas de Radio y Televisión.
En 1989 celebró sus 25 años de Cantante de Opera interpretando de nuevo la ópera La Traviata en el Teatro de la Ciudad y en 1994 sus 30 Años de Concertista en la Sala Manuel M. Ponce del Palacio de las Bellas Artes con el reconocimiento del público, Instituciones Culturales y Medios de Comunicación.
Desde 1989 radica en la Ciudad de San Antonio, Texas y durante los últimos diez años inició su labor de promotora cultural colaborando con la Hispanic Heritage Society (Sociedad de Herencia Hispana), como concertista, maestra y Directora Artística realizando desde 1994 un programa anual de seis eventos que llevan como fin promover la riqueza y diversidad de la Cultura Hispana manteniendo vivas sus tradiciones musicales fundando el Grupo Artístico “Voces de San Antonio”.
Su carrera de Concertista continúa desde 1999 con el programa de la Sociedad “Opera Delights” que ofrece selecciones variadas del Arte Lírico como son la ópera, opereta, zarzuela y la canción romántica, que además alterna con artistas invitados. En noviembre de 2002 se presentó de nuevo ante el público de México en el Auditorio “Silvestre Revueltas” del Conservatorio Nacional de Música y en mayo de 2003 en el Festival del Centro Histórico en el Ex Palacio del Arzobispado.
En junio de 2004, fue invitada por la San Antonio Lyric Company, para dirigir la escena de la ópera Carmen de Bizet, que constituyó el éxito de la temporada y en agosto realizó el concierto anual Opera Delights con la colaboración del Consulado de España en Houston, que hizo posible la presentación del Tenor español Carlos de Maqua.  
Hoy, Cristina sigue dando conciertos en México y los Estados Unidos, y dedica su tiempo libre entrenando artistas del futuro.

## Reconocimientos
Ha recibido varios reconocimientos por parte de El Club de la Ópera de México, Sociedad de Autores y Compositores de Música, de la Asociación Nacional de Actores y la Medalla María Teresa Montoya por 25 años de vida profesional, así como de la Asociación Nacional de Críticos de Teatro y de la Asociación Mexicana de Periodistas de Radio y Televisión.[cita requerida]
Cristina Ortega recibió la Medalla al Mérito Humanitario en el Hotel Palace
La soprano mexicana Cristina Ortega, fue galardonada con el premio Gran Cruz del Mérito Humanitario, otorgado por la Institución al Mérito Humanitario de Barcelona en una ceremonia organizada el pasado sábado en el Hotel Palace.

## Sencillos e interpretaciones
Algunos sencillos e interpretaciones hechas por Cristina Ortega.
- "Cuando me acaricies"
- "La Traviata"
- "No me niegues que me quisiste"
- "Musmé"
- "El Faisán"
- "O Mio Bobbino Caro"
- "Cuando me vaya"
- "Torna a Sorrento"
- "Lover"
- "Íntima"
- "Tengo nostalgia de ti"
- "La Virgen de la Macarena"